# Zadenbank

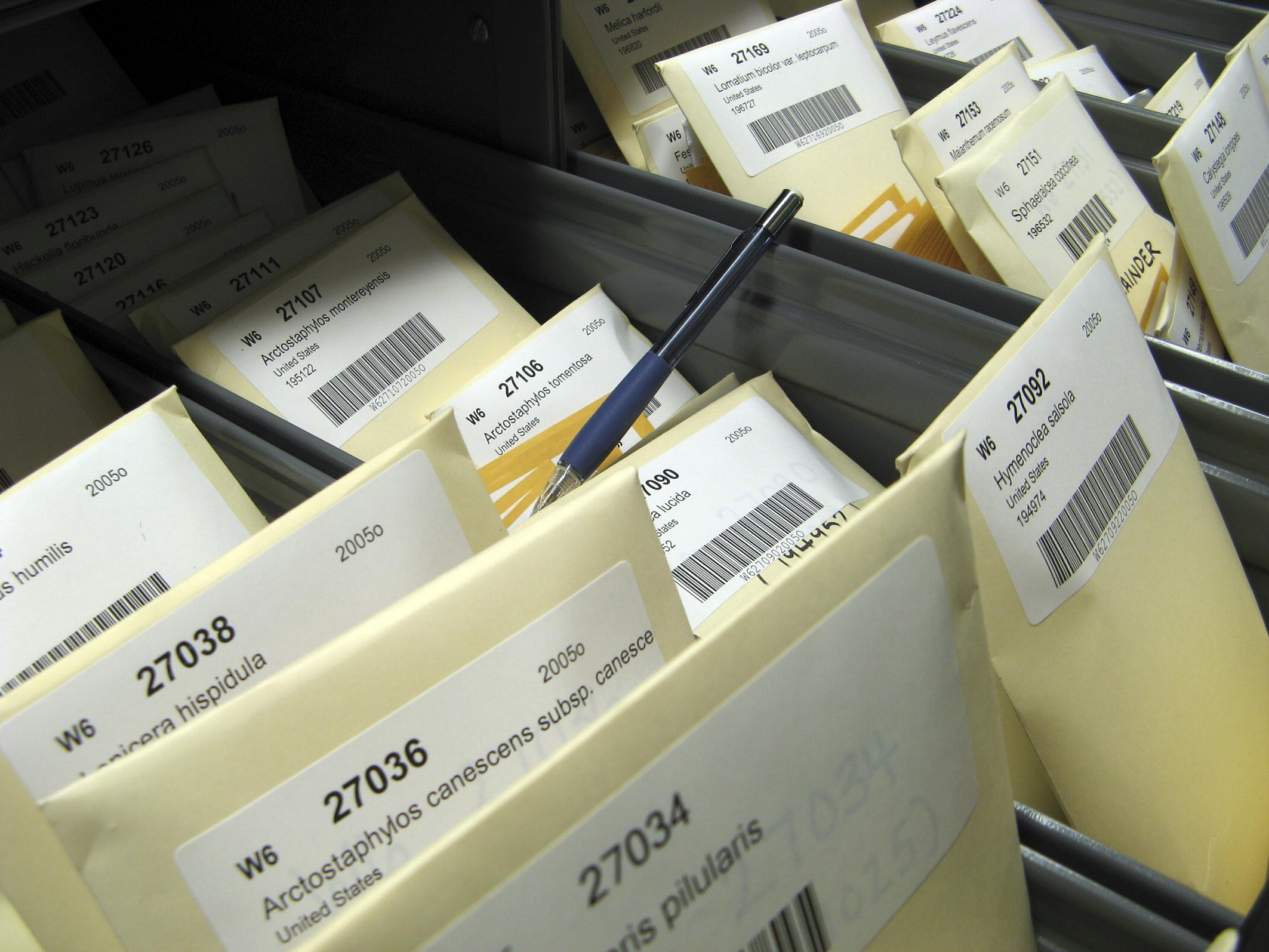
Zaadbank bij de Western Regional Plant Introduction Station in de Verenigde Staten

Een zadenbank, zaadbank of seminotheek is een bepaald type genenbank, dat dient voor de ex-situopslag van zaden van planten. Dit type genenbank heeft als voordeel ten opzichte van levende collecties dat er minder ruimte voor nodig is om soorten te houden. Er zijn zaadbanken die zaden van rassen van landbouwgewassen opslaan en er zijn zaadbanken die zaden van wilde soorten opslaan. Er zijn zaadbanken met verschillende bewaartemperaturen mogelijk, maar de zaadbanken die zaden op langere termijn opslaan gebruiken temperaturen van circa -18 °C.
In een zaadbank met zaden van wilde soorten worden van elke soort zo veel mogelijk zaden bewaard, afkomstig van talloze populaties om een zo groot mogelijke genetische diversiteit te waarborgen. Zeldzame en bedreigde planten blijven behouden door de opslag van hun zaden als deze plantensoorten in het wild zouden uitsterven door vernietiging van habitats door menselijke activiteiten of door natuurrampen, klimaatveranderingen, illegale handel in planten, overexploitatie van planten en bedreiging door invasieve soorten. Door het bewaren van zaden, blijven de planten behouden voor wetenschappelijk onderzoek. Tevens kunnen in het wild uitgestorven planten vanuit zaad worden opgekweekt en vervolgens weer geïntroduceerd worden in het wild.
Een zaadbank die zich richt op landbouwgewassen probeert zaden te bewaren van zo veel mogelijk oude rassen en nieuwe rassen. Bij de oude rassen gaat het om rassen die om uiteenlopende redenen niet meer op groter schaal worden verbouwd, maar toch behouden moeten blijven voor de ontwikkeling van weer nieuwere rassen. Het gaat bij het behoud van deze oude rassen om eigenschappen die verloren zouden kunnen gaan zoals resistentie tegen ziekten en plagen, de mogelijkheid tot aanpassing aan verschillende bodemsoorten en klimaten, verschillende smaken en voedingswaardes. Een andere reden om zaden op te slaan is om gewassen die bij rampen verloren gaan, opnieuw te kunnen opkweken.
Zaden van planten uit drogere grond en gematigde streken (orthodoxe zaden) zijn geschikter voor opslag in zaadbanken dan de zaden van planten uit moerassen en tropische streken (recalcitrante of onorthodoxe zaden). De orthodoxe zaden kunnen hun stofwisseling uitzetten en bij uitdroging in rust gaan. Bij zaadbanken die de zaden op langere termijn opslaan, worden de zaden met speciale technieken gedroogd tot ze een vochtpercentage hebben van minder dan 8%, daarna in luchtdichte bakjes opgeborgen en vervolgens bij een temperatuur van circa -18 °C opgeslagen. Voordat de collecties zaden worden opgeborgen, wordt er steekproefsgewijs getest of de zaden voldoende kiemkracht bezitten. Ook wordt er na verloop van tijd getest of de opgeslagen zaden nog voldoende kiemkracht bezitten, worden er planten uit zaden opgekweekt en vervolgens worden er van de opgekweekte planten nieuwe zaden geoogst.
Zaden van planten uit vochtigere streken hebben vaak een hoger vochtgehalte. Deze recalcitrante of onorthodoxe zaden ontkiemen zodra ze los komen van de plant en kunnen niet worden opgeslagen bij de gebruikelijke lage temperaturen in een zaadbank. Mogelijk kan cryopreservatie een uitkomst bieden voor deze zaden. Hierbij worden zaden opgeslagen in vloeibare stikstof bij -196 °C, waardoor de stofwisseling volledig wordt stilgelegd en zaden eindeloos kunnen worden bewaard.

## Voorbeelden van zaadbanken
Zaadbanken maken vaak deel uit van een botanische tuin. De bekendste zaadbank die zich richt op zaden van wilde planten is de Millennium Seed Bank in het Wellcome Trust Millennium Building in Sussex (Engeland). Deze zaadbank vormt de kern van het Millennium Seed Bank Project, een internationaal project op initiatief van de Royal Botanic Gardens, Kew. Seeds of Success (SOS) is een natuurbeschermingsproject dat is gericht op het verzamelen en bewaren van zaden van planten uit de Verenigde Staten. De zaden worden onder meer opgeslagen in de Millennium Seed Bank en andere zaadbanken.
De bekendste zaadbank die zich richt op zaden van rassen van voedselgewassen is Svalbard Global Seed Vault op Spitsbergen.